# رونالد ستيوارت
رونالد ستيوارت هو سياسي كندي، ولد في 13 أبريل 1927 في كندا. حزبياً، نشط في الحزب الكندي التقدمي المحافظ. وقد انتخب عضو مجلس العموم الكندي.